# Anacostia (rivier)
De Anacostia is een korte rivier die door Prince George's County in de Amerikaanse staat Maryland en de hoofdstad Washington D.C. stroomt.
De rivier heeft een lengte van slechts 13,5 km na de samenvloeiing van de twee voedende zijarmen. Zij mondt via Washington Channel uit in de Potomac. Het afwateringsgebied van de rivier beslaat zo'n 456km2.
John Smith was de eerste Europeaan die de rivier in 1608 bevoer en de rivier werd naar de lokale indianenstam vernoemd. Gedurende de Amerikaanse Burgeroorlog was de rivier belangrijk in de verdediging van de hoofdstad en er werd een lijn van forten langs de rivier gebouwd.
- Library of Congress Control Number: sh85004746
- National Archives and Records Administration: 10042260
- Nationale Bibliotheek van Israël: 987007294741405171
- Virtual International Authority File: 315149272